# قرة زاغ
قرة زاغ هي قرية في مقاطعة شاهين دج، إيران. يقدر عدد سكانها بـ 143 نسمة بحسب إحصاء 2016.